# تيم غوردون
تيم غوردون (بالإنجليزية: Tim Gordon)‏ هو لاعب كرة قدم أمريكية أمريكي، ولد في 7 مايو 1965 في أدمور في الولايات المتحدة.

## وصلات خارجية
- تيم غوردون على موقع مرجع كرة القدم المحترفة.كوم (الإنجليزية)